# Patricia Morris, Baroness Morris of Bolton

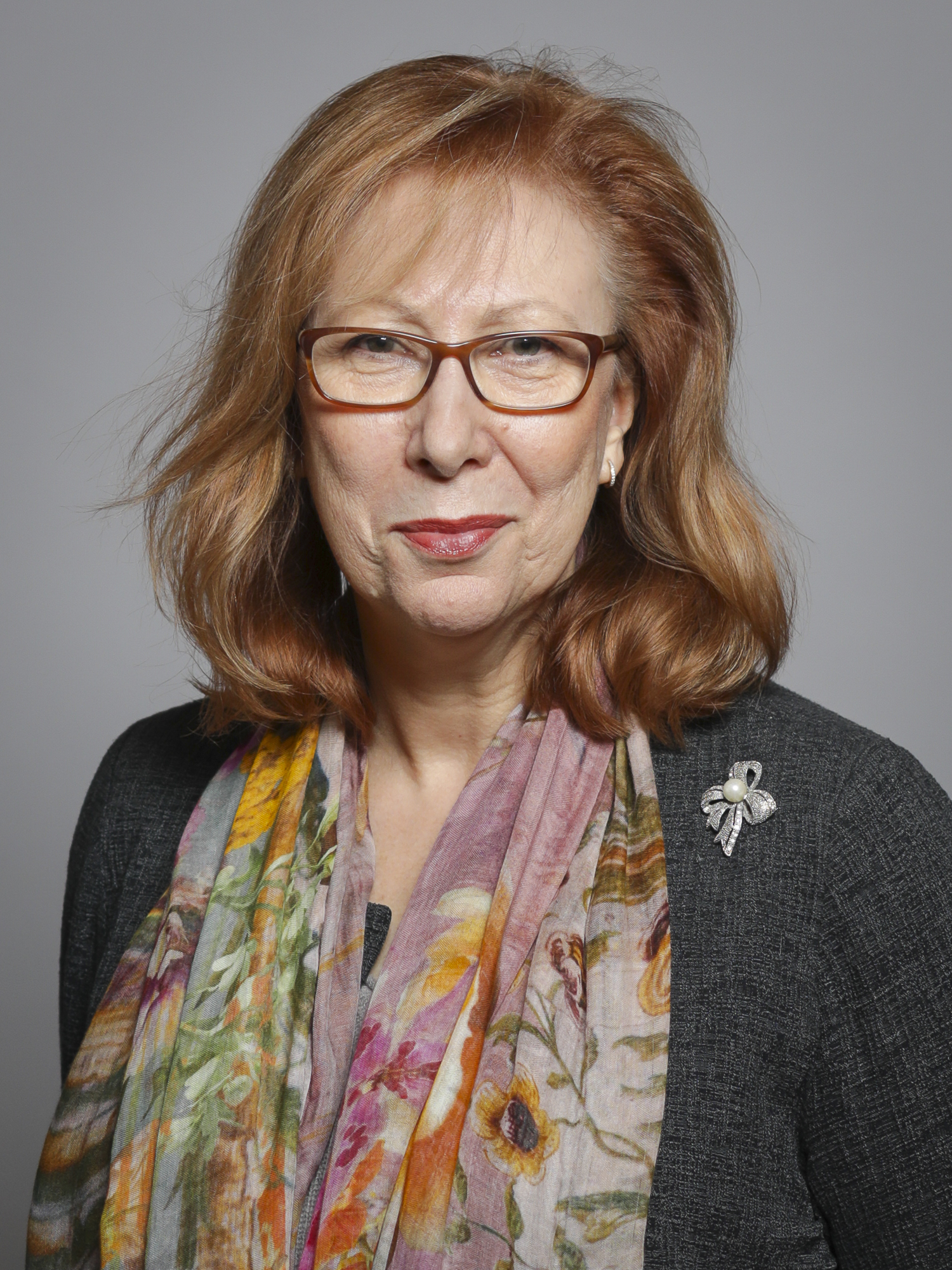
Patricia Morris, Baroness Morris of Bolton

Patricia Morris, Baroness Morris of Bolton, OBE, DL (* 16. Januar 1953 in Farnworth) ist eine britische Politikerin und Mitglied des House of Lords.
Patricia Morris wurde als Kandidatin der Conservative Party bei den Unterhauswahlen 1992 im Wahlbezirk Oldham Central and Royton aufgestellt, aber nicht als Abgeordnete gewählt.  Sie war von 1999 bis 2001 als Beraterin für Abgeordnete der Conservative Party im Europäischen Parlament tätig. Von 2001 bis 2005 war sie eine stellvertretende Parteivorsitzende der Conservative Party mit dem Aufgabengebiet der Betreuung von Parlamentskandidaten. 2004 wurde Patricia Morris mit dem Titel Baroness Morris of Bolton, of Bolton in the County of Greater Manchester, als Life Peer in das Oberhaus aufgenommen und übernahm als Parlamentarische Geschäftsführerin (Whip) der Konservativen eine Führungsrolle für die Partei im House of Lords. Sie gab diese Funktion 2010 auf. Von 2004 bis 2010 war sie die Schattenministerin und Sprecherin für den Bereich „Frauen“ sowie von 2005 bis 2010 ebenfalls für „Kinder, Schule und Familie“. Seit 2011 ist Patricia Morris eine stellvertretende Sprecherin des House of Lords.

## Politische Ansichten
Im Herbst 2004 kurz nach ihrer Aufnahme in das House of Lords nahm Patricia Morris dort Stellung zum Hunting Act 2004, einem sehr umstrittenen Gesetz zur Fuchsjagd. Sie bezeichnete sich einerseits als tierliebe Tierschützerin, bekannte sich gleichzeitig aber auch zur von der Burns Inquiry als grausam eingestuften Parforcejagd.
Als Verantwortliche der Conservative Party für Frauenpolitik unterstützte sie Elizabeth Truss, die als Kandidatin der Konservativen im Wahlkreis South West Norfolk aufgestellt worden war und deren Nominierung zurückgezogen werden sollte, als eine bis dahin nur wenigen bekannte außereheliche Beziehung einer breiten Öffentlichkeit bekannt wurde. Sie nannte diese dabei vorgebrachte Begründung als für die Zeit nicht mehr angemessen.

## Tätigkeiten außerhalb der Politik
Von 1998 bis 2004 war Patricia Morris Mitglied des Beraterkreises für den Abt der Ampleforth Abbey. Sie ist die Präsidentin der National Benevolent Institution und ein Trustee für UNICEF in Großbritannien.

Im November 2009 wurde sie mit Wirkung vom 1. Januar 2010 für die Dauer von drei Jahren zur ersten Kanzlerin der Universität Bolton berufen.